# Shannon Messenger

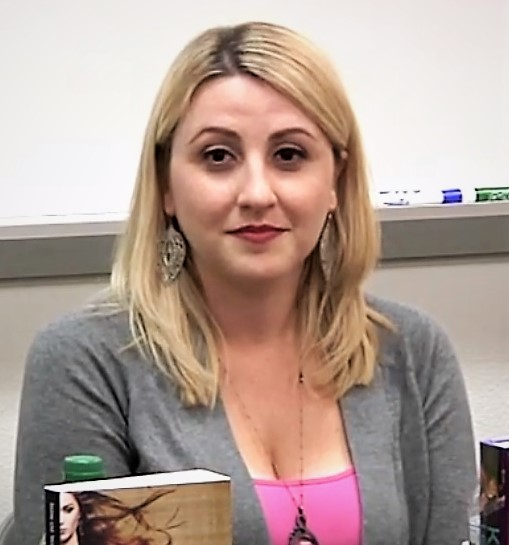
Shannon Messenger, 2014

Shannon Messenger (* 1991 in Südkalifornien) ist eine US-amerikanische Autorin. Sie schreibt die Jugendbuchreihe Keeper of the Lost Cities, die es auf die Bestsellerliste der New York Times schaffte. Außerdem schrieb sie die Jugendbuchreihe Sky Fall. Ihre Bücher wurden in den USA von Simon & Schuster veröffentlicht.

## Leben
Shannon Messenger wurde in Südkalifornien geboren. Sie machte ihren Abschluss an der University of Southern California School of Cinematic Arts. Messenger wurde im November 2018 geschieden, nennt sich aber weiterhin Shannon Messenger, da sie die Serie Keeper of the Lost Cities unter diesem Namen begonnen hat. Am 3. Mai 2021 gab sie bekannt, dass sie Mutter eines Sohns geworden sei. Am 1. März 2023 gab sie auf Instagram die Schwangerschaft mit einer Tochter bekannt. Messenger lebt in Südkalifornien.

## Werk

### Keeper of the Lost Cities
Ab 2012 veröffentlichte Messenger die Jugendbuchserie Keeper of the Lost Cities. Die Serie erzählt die Geschichte von Sophie Foster, einer zwölfjährigen Highschool-Schülerin mit der Fähigkeit, Gedanken zu hören.
Sie lebt in San Diego, bis ein Elfenjunge namens Fitz Vacker ihr offenbart, dass sie ein Elf ist und in die „Verlorenen Städten“ umziehen muss, einer versteckten Ansammlung von Städten, in denen Elfen und andere Fantasiekreaturen leben. Sie muss ihre menschliche Familie verlassen (die zu ihrer Sicherheit umgesiedelt wird), geht an einer Elfenakademie namens Foxfire zur Schule und wohnt bei einem Elfenpaar, das sie später adoptiert. Sie entdeckt schließlich, dass sie gefährliche und illegale Geheimnisse in ihrem Kopf verbirgt, die ihr von Black Swan eingepflanzt wurden, einer Rebellengruppe, von der sich später herausstellt, dass sie Sophie ursprünglich in der Menschenwelt versteckt hatte. Der Hauptantagonist der Serie sind die Neverseen, eine extrem kriminelle Rebellenorganisation.

In Deutschland ist die Serie bei ArsEdition erschienen. Bisher sind in der Serie die folgenden Bände erhältlich:
- Band 1: Keeper of the Lost Cities. Der Aufbruch
- Band 2: Keeper of the Lost Cities. Das Exil (Exile)
- Band 3: Keeper of the Lost Cities. Das Feuer (Everblaze)
- Band 4: Keeper of the Lost Cities. Der Verrat (Neverseen)
- Band 5: Keeper of the Lost Cities. Das Tor (Lodestar)
- Band 6: Keeper of the Lost Cities. Die Flut (Nightfall)
- Band 7: Keeper of the Lost Cities. Der Angriff (Flashback)
- Band 8: Keeper of the Lost Cities. Das Vermächtnis (Legacy)
- Band 8,5: Keeper of the Lost Cities. Entschlüsselt (Unlocked)
- Band 9: Keeper of the Lost Cities. Sternenmond (Stellarlune)
- Band 9,5: Keeper of the lost Cities. Enthüllt (Unraveled)

### Sturmkrieger
Die Sky Fall-Serie (in der deutschen Übersetzung Sturmkrieger) ist eine Fantasy-Trilogie für junge Erwachsene über den siebzehnjährigen Vane Weston, der erfährt, eine Sylphe (ein Windgeist) zu sein. Er ist verlobt mit der Thronfolgerin Solana, verliebt sich aber in Audra, die ihn beschützen soll. Als letzte verbleibende Sylphe mit der Macht, mit den Westwinden zu sprechen, muss Vane sie nutzen, um den bösen und machthungrigen Raiden zu besiegen. Er kämpft sich durch viele Herausforderungen, und während er versucht, Raiden zu besiegen, muss er auch Audra und ihre Beziehung schützen, auch wenn die meisten anderen dagegen sind.
Die Trilogie besteht aus den folgenden Büchern:
1. Let the Sky Fall (2013)
2. Let the Storm Break (2014)
3. Let the Wind Rise (2016)

Aus der Serie erschien 2015 der erste Band unter dem Namen Der Kuss des Windes in deutscher Übersetzung bei cbj.